# Batalha de Silva Arsia

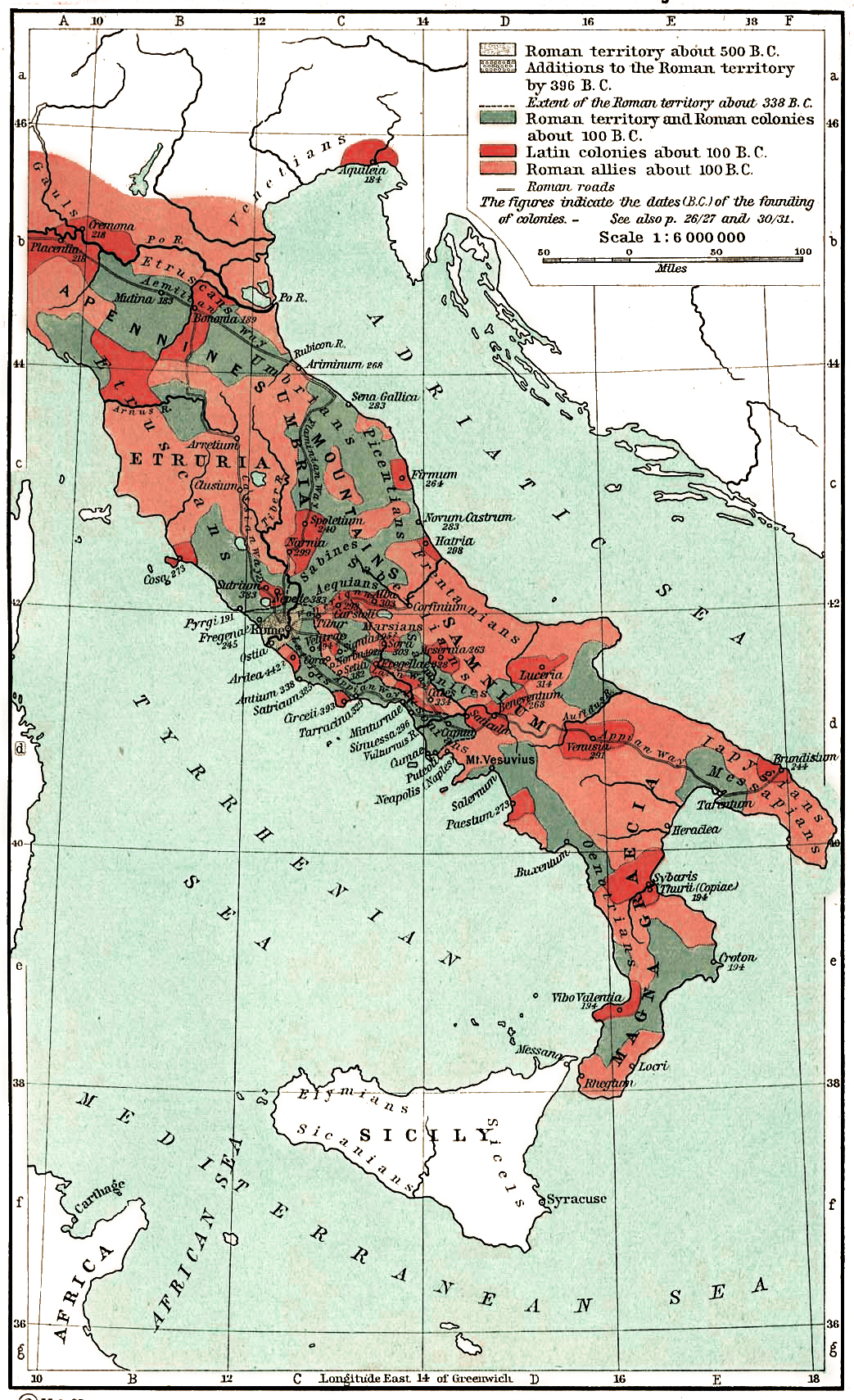
Região da Batalha de Silva Arsia

A Batalha de Silva Arsia foi uma batalha em 509 a.C. entre as forças republicanas da Roma antiga de um lado e forças etruscas da Tarquinia e Veios conduzido pelo rei romano destituído Tarquínio, o Soberbo do outro. A batalha realizou-se próximo de Silva Arsia (a floresta de Arsian) no território romano e resultou na vitória de Roma mas na morte de um dos seus cônsules, Lúcio Júnio Bruto.
A batalha foi uma de um número de tentativas de Tarquínio para recuperar o trono e também pode ver-se como parte do conflito contínuo entre as cidades etruscas e o estado romano que se expandia. A batalha é a parte da primeira história de Roma, que é provavelmente em parte lendária.

## Contexto
Em 509 antes de Cristo a monarquia romana caiu, e a República Romana começou com a eleição dos primeiros cônsules. O rei destituído, Tarquínio, cuja família se originou de Tarquinia na Etrúria, armazenou o suporte das cidades etruscas de Veios e Tarquinia, lembrando ao antigo as suas perdas regulares da guerra e da terra ao estado romano, e ao último os seus vínculos familiares.

## Batalha
Os exércitos das duas cidades seguiram Tarquínio para batalhar, e os cônsules romanos levaram o exército romano a encontrá-los, Públio Valério Publícola que ordena a infantaria romana e Lúcio Júnio Bruto o equites. De mesmo modo o rei ordenou a infantaria etrusca, e seu filho Aruns tinha a ordem da cavalaria.
A cavalaria primeiro juntou a batalha e Aruns, tendo espiado de longe o Lictor, e por meio disso o reconhecimento da presença de um cônsul, logo viram que Brutus esteve na ordem da cavalaria. Os dois homens, que foram primos, acusaram-se mutuamente e lutaram com lanças um contra o outro até a morte. A infantaria também logo juntou-se a batalha, o resultado que está na dúvida por algum tempo. A asa direita de cada exército foi vitoriosa, o exército de Tarquínio que faz recuar os romanos e Veientes que se derrota. Contudo as forças etruscas consequentemente abandonaram o campo, os romanos obteve a vitória.

## Resultado
Na noite depois da batalha, Tito Lívio informa que se ouviu que uma voz acreditada ser o espírito de Silvano (mitologia) vinha da floresta próxima, dizendo "mais de Etrurians por cada um tinha caído na batalha; que o romano fosse vitorioso na guerra".
O cônsul Valerius reuniu estragar dos etruscos derrotados e voltou a Roma para celebrar um triunfo em primeiro de março 509 antes de Cristo, e o funeral de Brutus executou-se por Valerius com a grande magnificência.
Tito Lívio escreve que depois em 509 antes de Cristo Valerius voltou para lutar com Veientes. É pouco nítido se isto continuava da Batalha de Silva Arsia ou foi alguma disputa fresca. Também é pouco nítido o que aconteceu nesta disputa.

## Referência
1. ↑  Tito Lívio, Ab urbe condita, 2.7